# Andrew Turnbull
Andrew Turnbull (né le 21 janvier 1945) est un homme politique et fonctionnaire britannique qui est chef de la fonction publique britannique et Secrétaire du cabinet entre 2002 et 2005. Il siège maintenant à la Chambre des lords en tant que crossbencher.
Il fait ses études à Enfield Grammar School et au Christ's College de Cambridge, où il étudie l'économie.
Il siège au conseil des gouverneurs du Dulwich College et en est le président depuis 2009. Depuis 2006, il préside l'association caritative de développement international Zambia Orphans Aid UK.

## Carrière
Turnbull est nommé membre de l'Overseas Development Institute en 1968 et est affecté comme économiste au ministère du Commerce, de l'Industrie et du Commerce extérieur à Lusaka, en Zambie. Turnbull occupe le poste de secrétaire privé principal du premier ministre sous Thatcher et Major (1988–1992). Il est secrétaire permanent du Defra puis secrétaire permanent du Trésor (1998–2002), ce dernier étant traditionnellement le deuxième poste le plus élevé de la fonction publique.
Les deux postes les plus élevés de la fonction publique au sommet du gouvernement ont été occupés ces dernières décennies par la même personne. En tant que secrétaire du Cabinet, poste créé en 1916, Turnbull est responsable de l'organisation du Cabinet Office, apportant son soutien au Premier ministre et au gouvernement dans son ensemble. Lorsque Turnbull prend ce double rôle le 2 septembre 2002, le Premier ministre Tony Blair lui demande de se concentrer sur la gestion de la fonction publique, et de faire de sa réorganisation sa priorité.
Turnbull est nommé Compagnon de l'Ordre du Bain (CB) en 1990, Commandeur de l'Ordre Royal Victorien (CVO) dans les honneurs d'anniversaire de 1992 et promu Chevalier Commandeur de l'Ordre du Bain (KCB) dans les honneurs d'anniversaire de 1998.
Il est créé pair à vie en tant que baron Turnbull, d'Enfield dans l'arrondissement londonien d'Enfield, le 11 octobre 2005.
Il assume des postes d'administrateur et, en 2007, est nommé conseiller exécutif principal de Booz Allen Hamilton.
Il est administrateur de la Global Warming Policy Foundation. En 2011, la Fondation publie un rapport sous le nom de Turnbull, qui déclare que les températures mondiales sont «sur un plateau». Le rapport appelle à plus de scepticisme quant au réchauffement climatique.